# Culture de la Nouvelle-Angleterre
 (février 2019).
La culture de la Nouvelle-Angleterre repose sur un patrimoine et une culture partagés façonnés principalement par ses peuples autochtones, ses premiers colons anglais et des vagues d'immigration provenant d'Europe, d'Asie, d'Afrique et des Amériques. Contrairement aux autres régions américaines, bon nombre des premiers colons puritains de la Nouvelle-Angleterre sont venus de l'est de l'Angleterre, contribuant ainsi aux accents distinctifs, aux aliments, aux coutumes et aux structures sociales de la Nouvelle-Angleterre. 

## Vue d'ensemble
La Nouvelle-Angleterre est la région la plus ancienne des États-Unis et l’un des premiers établissements anglais à avoir connu du succès dans les Amériques. Elle possède une longue et riche histoire culturelle. En tant que telle, la culture de la Nouvelle-Angleterre est une combinaison complexe de son récit colonial dominant et populaire, le puritain anglais, et de ses récits alternatifs multiples et d'égale importance, complémentaires et concurrents. 
Dans la Nouvelle-Angleterre moderne, il existe également un clivage culturel entre les habitants de la Nouvelle-Angleterre urbains et mobiles qui vivent le long du littoral densément peuplé et dans une grande partie du Connecticut, et les habitants de la Nouvelle-Angleterre ruraux de l'ouest du Massachusetts, du Vermont, du New Hampshire et du Maine, où la densité de population est faible. 
L'économie créative joue également un rôle important dans la grande économie de la Nouvelle-Angleterre. En 2002, près de 275 000 travailleurs de la région travaillaient dans des entreprises culturelles, dont près de la moitié dans le seul Massachusetts. En tant que pourcentage de la main-d'œuvre par rapport aux autres États américains, le Massachusetts se classe au premier rang des architectes, au Connecticut au troisième rang des producteurs et réalisateurs, au Maine au quatrième rang des artistes en arts visuels, au New Hampshire au onzième rang des écrivains, au Rhode Island au premier rang des photographes et au Vermont troisième pour les artistes visuels, annonceurs et écrivains. 

### Données économiques
|                           | Connecticut | Maine  | Massachusetts | New Hampshire | Rhode Island | Vermont | Nouvelle-Angleterre | États-Unis |
| ------------------------- | ----------- | ------ | ------------- | ------------- | ------------ | ------- | ------------------- | ---------- |
| Nombre de travailleurs    | 54 550      | 17 189 | 109 314       | 17 799        | 17 216       | 9 682   | 225 750             | 3 660 082  |
| % de la population active | 3,11 %      | 2,60 % | 3,30 %        | 2,63 %        | 3,25 %       | 2,92 %  | 3,11 %              | 2,66 %     |

|                     | Connecticut                 | Maine            | Massachusetts | New Hampshire | Rhode Island     | Vermont                                           |
| ------------------- | --------------------------- | ---------------- | ------------- | ------------- | ---------------- | ------------------------------------------------- |
| Occupation          | Producteurs et réalisateurs | Artistes visuels | Architectes   | Écrivains     | Les photographes | Artistes visuels, écrivains, annonceurs (cravate) |
| Rang aux États-Unis | 3e                          | 4e               | 1er           | 11e           | 1er              | 3e                                                |

## Racines culturelles

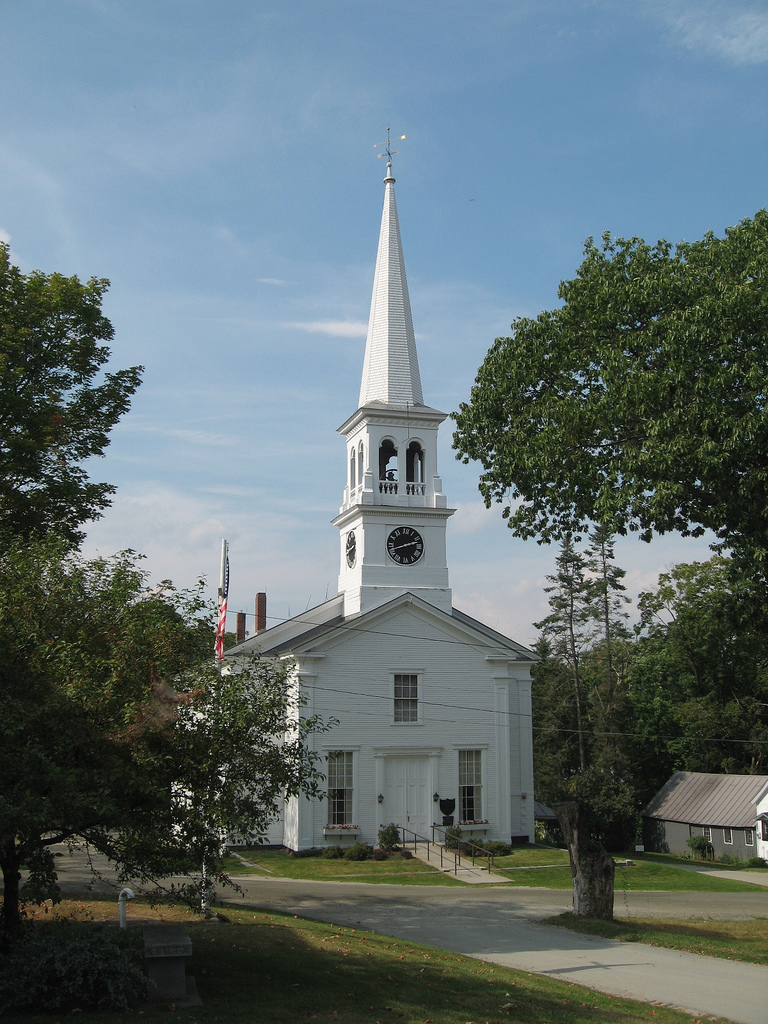
Église congrégationaliste classique de la Nouvelle-Angleterre à Peacham, Vermont

L'historien Samuel Eliot Morison utilise la métaphore du vin pour décrire la relation entre la culture actuelle de la Nouvelle-Angleterre et son passé: 

« Le vin de la Nouvelle-Angleterre n'est pas une série de millésimes successifs, distincts les uns des autres, comme les vins de France; cela ressemble plus au vin de mère dans ces grands fûts de porto et de sherry que l'on voit dans les bodegas du Portugal et de l'Espagne, desquelles un certain montant est prélevé chaque année et remplacé par un volume égal de nouveau. Ainsi, le changement est progressif et le vin mère de 1656 donne encore du bouquet et de la saveur à ce qui est dessiné en 1956. »

 Beaucoup des premiers colons européens de la Nouvelle-Angleterre avaient une orientation maritime vers la chasse à la baleine (notée pour la première fois vers 1650)  et la pêche, en plus de l'agriculture. La Nouvelle-Angleterre a développé une cuisine, un dialecte, une architecture et un gouvernement distincts. La cuisine de la Nouvelle-Angleterre a la réputation de mettre l'accent sur les fruits de mer et les produits laitiers; Chaudrée de palourdes, homard et autres produits de la mer sont parmi les aliments les plus populaires de la région. 

## Religion
Aujourd'hui, la Nouvelle-Angleterre est la partie la moins religieuse des États-Unis. En 2009, moins de la moitié des personnes interrogées dans le Maine, le Massachusetts, le New Hampshire et le Vermont ont affirmé que la religion occupait une place importante dans leur vie quotidienne. Dans l'extrême sud de la Nouvelle-Angleterre, dans le Connecticut, 53 % des personnes interrogées ont affirmé le contraire. Selon l'American Religious Identification Survey, 34 % des habitants du Vermont, soit plusieurs, ont déclaré ne pas avoir de religion; en moyenne, près de la moitié des habitants de la Nouvelle-Angleterre sur quatre déclarent ne pas avoir de religion, plus que dans toute autre partie des États-Unis  Nouvelle-Angleterre a l'un des pourcentages les plus élevés de catholiques aux États-Unis. Ce nombre est passé de 50 % en 1990 36 % en 2008. 

## Littérature

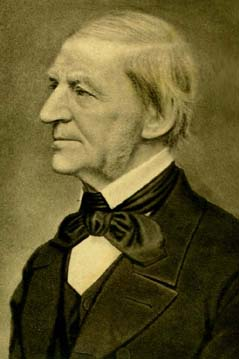
Ralph Waldo Emerson est né à Boston et a passé l'essentiel de sa carrière littéraire à Concord, dans le Massachusetts.

La littérature de la Nouvelle-Angleterre a eu une influence durable sur la littérature américaine en général, avec des thèmes tels que la religion, la race, l'individu contre la société, la répression sociale et la nature, emblématiques des préoccupations plus vastes des lettres américaines. 
La Nouvelle-Angleterre a été le berceau des auteurs et des poètes américains. Ralph Waldo Emerson est né à Boston. Henry David Thoreau est né à Concord, dans le Massachusetts, où il vécut pendant quelque temps à Walden Pond, sur la terre d'Emerson. Nathaniel Hawthorne, écrivain de l’ ère romantique, est né à Salem ; plus tard, il vivra à Concord en même temps qu'Emerson et Thoreau. Ces trois écrivains ont des liens étroits avec The Old Manse, une maison de la famille Emerson et un centre clé du mouvement transcendantaliste. Emily Dickinson a vécu la plus grande partie de sa vie à Amherst, dans le Massachusetts. Henry Wadsworth Longfellow était originaire de Portland, dans le Maine, et Edgar Allan Poe est né à Boston. 
Selon certaines sources, la célèbre Mère Poule, l'auteur de contes de fées et de comptines, était à l'origine une personne appelée Elizabeth Foster Goose ou Mary Goose qui vivait à Boston. Les poètes James Russell Lowell, Amy Lowell et Robert Lowell, poète confessionnaliste et enseignant de Sylvia Plath, étaient tous originaires de la Nouvelle-Angleterre. Anne Sexton, également enseignée par Lowell, est née et est décédée dans le Massachusetts. Eugene O'Neill, lauréat du prix Nobel, travaille pour la ville de New London, dans le Connecticut, où il a passé de nombreux étés. Le 14e poète lauréat américain Donald Hall, un résident du New Hampshire, continue la lignée des poètes renommés de la Nouvelle-Angleterre. Noah Webster, le père des études et de l’éducation aux États-Unis, est né à West Hartford, dans le Connecticut. Les poètes Edwin Arlington Robinson, Edna St. Vincent Millay et Robert P. T. Coffin, lauréats du prix Pulitzer, sont nés dans le Maine . 
Les poètes Stanley Kunitz et Elizabeth Bishop sont tous deux nés à Worcester, dans le Massachusetts, et le poète Galway Kinnell, lauréat du prix Pulitzer, est né à Providence, dans le Rhode Island. Oliver La Farge, un nouvel Anglais d'origine française et narragansettaise, a remporté en 1930 le prix Pulitzer du roman, prédécesseur du prix Pulitzer de la fiction, pour son livre Laughing Boy. John P. Marquand a grandi à Newburyport, dans le Massachusetts. Le romancier Edwin O'Connor, qui était également connu pour être une personnalité de la radio et un journaliste, a remporté le Prix Pulitzer de la fiction pour son roman The Edge of Sadness. Le lauréat du prix Pulitzer, John Cheever, romancier et auteur de nouvelles, est né à Quincy, dans le Massachusetts. Il a tourné la plupart de ses œuvres dans de vieux villages de la Nouvelle-Angleterre situés dans différentes villes de la côte sud. E. Annie Proulx est née à Norwich, dans le Connecticut. David Lindsay-Abaire (en), lauréat du prix Pulitzer de théâtre en 2007 pour son jeu Rabbit Hole (en), a été élevé à Boston. 
Ethan Frome, écrit en 1911 par Edith Wharton, se déroule dans la Nouvelle-Angleterre au tournant du siècle, dans la ville fictive de Starkfield, dans le Massachusetts. Comme beaucoup de littérature de la région, elle aborde des thèmes d'isolement et de désespoir. La Nouvelle-Angleterre est également le théâtre de la plupart des histoires d'horreur gothiques de HP Lovecraft, qui a vécu sa vie à Providence, dans le Rhode Island. De vraies villes de la Nouvelle-Angleterre, telles que Ipswich, Newburyport, Rowley et Marblehead, ont souvent figuré dans ses histoires aux côtés de lieux de fiction tels que Dunwich, Arkham, Innsmouth et Kingsport. Lovecraft a souvent exprimé son appréciation de la Nouvelle-Angleterre dans sa correspondance personnelle et a estimé que son retour dans la région était la raison pour laquelle son écriture s'était améliorée après son départ de New York. 
Jack Kerouac, pionnier de la Beat Generation et auteur du roman On the Road de 1957 Sur la route, est né à Lowell (Massachusetts) en 1922 et y a été enterré après sa mort en 1969. 

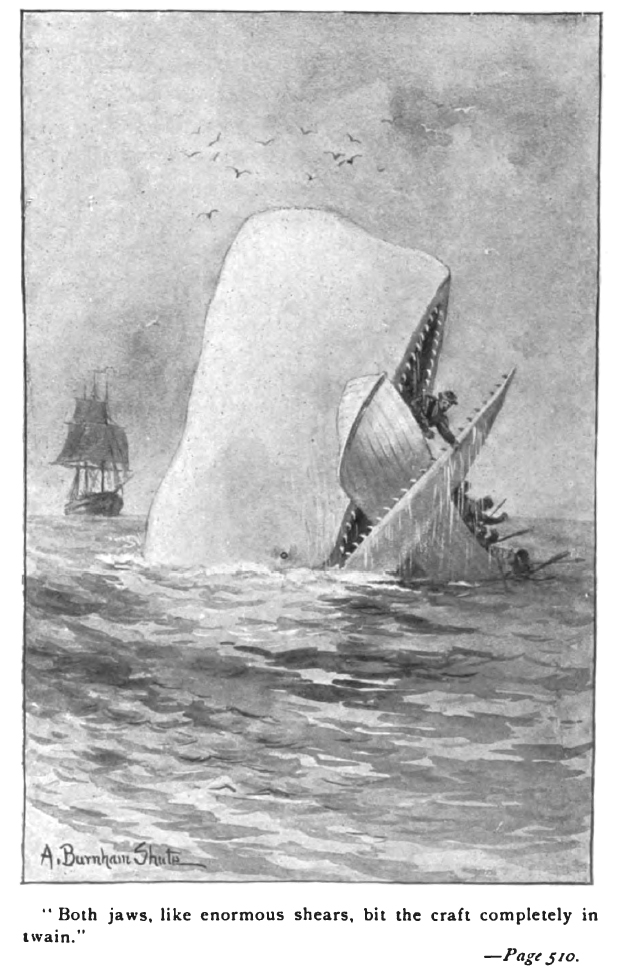
Une illustration de Moby-Dick de Herman Melville

La région a également attiré des auteurs et des poètes d'autres régions des États-Unis. Mark Twain pensait que Hartford était la plus belle ville des États-Unis. [réf. nécessaire]   Il a fait sa maison, et a écrit ses chefs-d'œuvre là. Il habitait à côté de Harriett Beecher Stowe, une des personnes les plus célèbres dans le roman Oncle Tom's Cabin . John Updike, originaire de Pennsylvanie, a finalement déménagé à Ipswich, dans le Massachusetts, qui a servi de modèle à Tarbox, ville fictive de la Nouvelle-Angleterre, dans son roman de 1968, Couples Robert Frost est né en Californie, mais a déménagé dans le Massachusetts pendant son adolescence et a publié son premier poème dans Lawrence ; son utilisation fréquente des paramètres et des thèmes de la Nouvelle-Angleterre lui assura d'être associé à la région. Arthur Miller, originaire de New York, a utilisé la Nouvelle-Angleterre comme décor pour certaines de ses œuvres, notamment The Crucible . 
Herman Melville, originaire de New York, a acheté la maison maintenant connue sous le nom d'Arrowhead à Pittsfield, dans le Massachusetts, où il a écrit son plus grand roman, Moby-Dick . La poète Maxine Kumin est née à Philadelphie et réside actuellement à Warner, dans le New Hampshire. La poète Mary Oliver, lauréate du prix Pulitzer, est née à Maple Heights, dans l'Ohio, et vit à Provincetown, dans le Massachusetts, depuis quarante ans. Charles Simic, né à Belgrade, en Serbie (à l'époque, la Yougoslavie ), a grandi à Chicago et vit à Strafford, dans le New Hampshire, sur les rives du lac Bow. Il est professeur émérite de littérature américaine et d'écriture créative à l'Université du New Hampshire. Steven Millhauser, romancier lauréat du prix Pulitzer, dont la nouvelle "Eisenheim the Illusionist" a été adaptée au film The 2006, est né à New York et a grandi dans le Connecticut. 
Plus récemment, Stephen King, né à Portland dans le Maine, a utilisé les petites villes de son pays d'origine pour la plupart de ses romans d'horreur. Plusieurs de ses histoires se déroulent dans la ville fictive de Castle Rock ou à proximité. Juste au sud, Exeter, dans le New Hampshire, était le lieu de naissance du romancier à succès John Irving et de Dan Brown, auteur de The Da Vinci Code . Rick Moody a installé plusieurs de ses œuvres dans le sud de la Nouvelle-Angleterre, en se concentrant sur les familles riches de la Gold Coast, en banlieue du Connecticut, et sur leurs luttes contre la toxicomanie et l'anomie . 
Derek Walcott, dramaturge et poète qui a remporté le prix Nobel de littérature en 1992, a enseigné la poésie à l'université de Boston. Lauréat du prix Pulitzer Cormac McCarthy, dont le roman No Country for Old Men a été transformé en film gagnant l'Oscar du meilleur film en 2007, est né à Providence, bien qu'il a déménagé dans le Tennessee quand il était un garçon. L'écrivain best-seller du New York Times, Dennis Lehane, est né à Dorchester. Il est l'auteur des romans qui ont été adaptés aux films Mystic River, Gone Baby Gone et Shutter Island . 
Largement sur la force de ses écrivains locaux, Boston a été pendant quelques années le centre de l'industrie de l'édition américaine, avant d'être dépassée par New York au milieu du XIXe siècle. Boston reste la maison des éditeurs Houghton Mifflin et Pearson Education, et a longtemps été la maison du magazine littéraire The Atlantic Monthly . Merriam-Webster est basé à Springfield, dans le Massachusetts. Yankee, un magazine pour la Nouvelle-Angleterre, est basé à Dublin, dans le New Hampshire .

## Accents
Il existe plusieurs accents anglais américains parlés dans la région, notamment l'anglais de la Nouvelle-Angleterre et l'accent de Boston . 
Le dialecte anglais de la Nouvelle-Angleterre et l'accent de Boston sont originaires de la région. Beaucoup de ses caractéristiques les plus stéréotypées (telles que rropping et le soi-disant large A ) seraient originaires de Boston de l'influence de la prononciation reçue en Angleterre, qui partage ces caractéristiques. Bien que certains accents de Boston soient le plus fortement associés à ce que l'on appelle " l'establishment oriental " et à la classe supérieure de Boston, l'accent commun est répandu localement et principalement associé aux natifs cols bleus illustrés par des films comme Good Will Hunting et The Departed . L’accent et les accents étroitement liés à Boston couvrent l’est du Massachusetts, le New Hampshire et le Maine. 
Certains habitants de Rhode Island parlent avec un accent non rhotique que beaucoup [Qui ?]   comparer à un "Brooklyn" ou à un croisement entre un accent de New York et de Boston [réf. nécessaire]   ("water" devient "wata"). Beaucoup d'habitants de Rhode Island distinguent le son aw [ɔə̯], comme on pourrait l'entendre au New Jersey; par exemple, le mot coffee se prononce [ˈkʰɔə̯fi]. Ce type d'accent a été introduit dans la région par les premiers colons venus de l'est de l'Angleterre lors de la migration puritaine au milieu du dix-septième siècle. 

## Activités sociales et musique
Dans la plupart des régions rurales du nord de la Nouvelle-Angleterre, en particulier dans le Maine, la culture acadienne et québécoise est présente dans la musique et la danse. La contre-danse et la country carrée sont populaires dans toute la Nouvelle-Angleterre et sont généralement accompagnées de concerts de musique irlandaise, acadienne ou folklorique. 

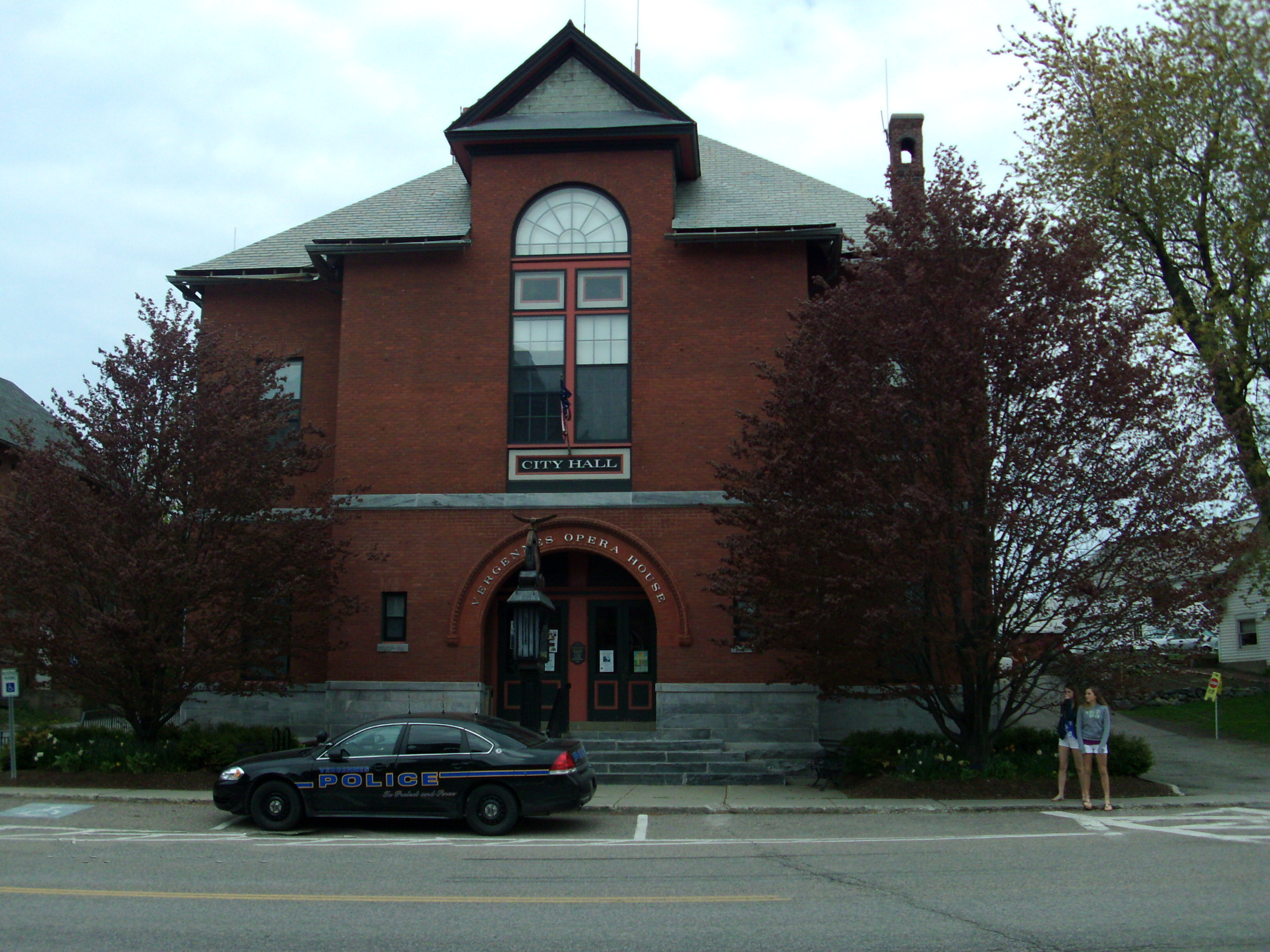
Les théâtres et les théâtres d'opéra, comme l'Opéra de Vergennes à Vergennes, dans le Vermont, sont populaires dans les villes de la Nouvelle-Angleterre.

Les cercles traditionnels de tricot, de courtepointe et de tapis accrocheurs dans les régions rurales de la Nouvelle-Angleterre sont devenus moins courants; L’église, les sports et le gouvernement de la ville sont des activités sociales plus typiques. Ces rassemblements traditionnels sont souvent organisés dans des maisons individuelles ou des centres civiques; des groupes plus importants se réunissent régulièrement dans les glaciers spécialisés qui parsèment la campagne. La Nouvelle-Angleterre est en tête des États-Unis au regard de la consommation de crème glacée par habitant. 
Aux États-Unis, le bowling à chandelles est essentiellement confiné à la Nouvelle-Angleterre, où il a été inventé au XIXe siècle. Le basketball a été inventé à Springfield (Massachusetts ) et le volleyball à Holyoke (Massachusetts) . 
La Nouvelle-Angleterre a été pendant un certain temps un centre important de la musique classique américaine. La deuxième école de la Nouvelle-Angleterre a contribué à revigorer la tradition américaine. Des compositeurs modernistes éminents viennent également de la région, notamment Charles Ives et John Adams. Boston est le site du New England Conservatory et du Boston Symphony Orchestra. L'École de musique de Yale de New Haven, dans le Connecticut, est une autre institution renommée. 
Dans la musique rock, la région a produit des groupes aussi différents que Aerosmith, Phish, les Pixies et Boston. Dick Dale, originaire de Quincy, dans le Massachusetts, a contribué à populariser le surf rock. La région est également devenue un foyer pour la musique Hardcore Punk et Heavy Metal (particulièrement en ce qui concerne Metalcore et Deathcore).

## Médias
ESPN, le principal radiodiffuseur américain de télévision par câble sur les chaînes sportives, a son siège à Bristol, dans le Connecticut. La Nouvelle-Angleterre dispose de plusieurs réseaux de câble régionaux, notamment New England Cable News (NECN) et New England Sports Network (NESN). New England Cable News est le plus grand réseau régional d’ informations par câble 24 heures sur 24 aux États-Unis. Il diffuse dans plus de 3,2 millions de foyers dans tous les États de la Nouvelle-Angleterre. Ses studios sont situés à Newton, dans le Massachusetts, en dehors de Boston, et ses bureaux sont situés à Manchester, dans le New Hampshire. Hartford, Connecticut ; Worcester, Massachusetts ; Portland, Maine ; et Burlington, Vermont. Dans beaucoup de régions du Connecticut, y compris les comtés de Litchfield, Fairfield et New Haven, il diffuse également des programmes d'actualités basés à New York, en partie à cause de l'influence considérable de New York sur l'économie et la culture du sud du Connecticut. De nombreuses régions du sud du Connecticut écoutent souvent des stations de radio basées à New York ainsi que des stations locales. 
NESN diffuse le baseball Boston Red Sox et le hockey Bruins de Boston dans toute la région, à l'exception du sud du Connecticut. La majeure partie du Connecticut, à l'exception du comté de Windham dans le coin nord-est de l'État et même du sud du Rhode Island, reçoit le réseau YES, qui diffuse les matchs des Yankees de New York. Dans la plupart des cas, SportsNet New York (SNY) diffuse également des matchs des Mets de New York. Le centre du Connecticut semble être la ligne brute où les fans s’enracinent pour les équipes de la Nouvelle-Angleterre / Boston et les équipes sportives basées à New York. 
Comcast SportsNet New England diffuse les jeux des Boston Celtics, de la New England Revolution et des Boston Cannons . 
Bien que la plupart des villes de la Nouvelle-Angleterre aient des quotidiens, le Boston Globe et le New York Times sont largement distribués dans toute la région. Les principaux journaux incluent également le journal The Providence Journal, le Portland Press Herald et le Hartant Courant, le plus ancien journal publié de façon continue aux États-Unis 

### La comédie
Les New Englanders sont bien représentés dans la comédie américaine. Les écrivains des Simpson et les programmes télévisés de fin de soirée passent souvent par le Harvard Lampoon. Family Guy, une sitcom animée située dans le Rhode Island, ainsi que American Dad! et The Cleveland Show, ont été créés par Seth MacFarlane, diplômé de la Rhode Island School of Design, originaire du Connecticut. Plusieurs membres de la distribution de Saturday Night Live (SNL) sont originaires de la Nouvelle-Angleterre, allant d'Adam Sandler à Amy Poehler, qui joue également dans la série télévisée NBC Parks and Recreation . Les anciens correspondants du Daily Show, Rob Corddry et Steve Carell, sont originaires du Massachusetts. Ce dernier est également impliqué dans le film et l'adaptation américaine de The Office. Le bureau américain présentait également des succursales Dunder-Mifflin établies à Stamford, dans le Connecticut, et à Nashua, dans le New Hampshire . 
Les animateurs de télévision tardifs, Jay Leno et Conan O'Brien, sont originaires de la région de Boston. Des comédiens remarquables, notamment Dane Cook, Steve Sweeney, Steven Wright, Sarah Silverman, Lisa Lampanelli, Denis Leary, Lenny Clarke et Louis CK sont également originaires de la région. Membre SNL casting Seth Meyers fois attribué l'empreinte de la région sur l' humour américain à sa « sorte de wry sens Nouvelle - Angleterre de signaler toute personne qui essaie de faire une grosse affaire de lui - même », avec le Boston Globe suggérant que l'ironie et le sarcasme, ainsi que Les influences irlandaises sont ses marques de commerce. 

## Remarques
1. ↑   McWilliams, John P. New Endland's Crises et mémoire culturelle . Cambridge: Cambridge University Press, 2004. Disponible à l'adresse:  . Récupéré le 22/07/2010.
2. ↑  Joseph A. Conforti, Imagining New England: Explorations of Regional Identity from the Pilgrims to the Mid-Twentieth Century, Chapel Hill, NC, University of North Carolina Press, 2001 (lire en ligne), p. 6
3. ↑  « New England Population History », Brown University (consulté le 26 août 2008)
4. 1 2 3 4  Various, « The Creative Economy: A New Definition », New England Foundation for the Arts, nefa.org (consulté le 22 août 2016)
5. ↑  
Alexander Starbuck, History of the American Whale Fishery from its Earliest Inception to the Year 1876, Waltham, Mass., Alexander Starbuck (lire en ligne)
6. ↑  « State of the States: Importance of Religion », Gallup (consulté le 9 février 2010)
7. 1 2  American Religious Identification Survey, « ARIS 2008 Report: Part IIIC – Geography » [archive du 4 mars 2011] (consulté le 3 avril 2011)
8. ↑  « New England », Encyclopædia Britannica, Inc. (consulté le 18 janvier 2010)
9. ↑  Allan Metcalf, How We Talk: American Regional English Today., Houghton Mifflin (lire en ligne)
10. ↑  « Guide to Rhode Island Language Stuff », Quahog.org (consulté le 30 mai 2007)
11. ↑  David Hackett Fischer, Albion's Seed: Four British Folkways in America (Oxford University Press, 1989), pg. 13–207  (ISBN 0195069056)
12. ↑  « Surviving the New England Winter: You Scream, I Scream, Ice Cream! », The Harvard Harbus (consulté le 14 janvier 2008)
13. ↑  « History of Candlepin Bowling » [archive du 26 août 2007], Massachusetts Bowling Association (consulté le 23 août 2007)
14. ↑   Nouvelle-Angleterre Cable News. Disponible sur Boston.com . Récupéré le 19 juillet 2006.
15. ↑   Réseau sportif de la Nouvelle-Angleterre. Disponible sur Boston.com . Récupéré le 19 juillet 2006.
16. ↑   Le Hartford Courant-Older Than la Nation : Courant.com . Récupéré le 12 juin 2009.
17. ↑   Qu'est ce qu'il y a de si drôle?. Disponible à  . Récupéré le 27 janvier 2010.